# Anselmo Vilar
Anselmo Vilar (Lugo – Vélez-Málaga, 10 de fevereiro de 1937), foi um faloeiro galego. Sua ação na Guerra Civil, apagando a luz do farol em que trabalhava, na Andaluzia, por duas noites, salvou a vida de civis que fugiam de Málaga para Almeria e que estavam sendo metralhados e bombardeados pelas tropas de Franco.

## História
Seu pai foi o primeiro faroleiro em Torre del Mar, no município de Vélez-Málaga, e mais tarde o substituiu.
Nos primeiros dias de fevereiro de 1937 as tropas de Franco, com a ajuda de camisas negras da Itália de Mussolini, aliado dos franquistas na Guerra Civil Espanhola, tomaram Málaga e provocaram o êxodo de milhares de pessoas em direção a Almeria, cidade ainda sob o controle do Exército Popular da República, enquanto metralhados por aviões alemães e italianos e bombardeados do mar pelos navios do exército de Franco.
Em seu farol, Anselmo Vilar decidiu apagar as luzes, dificultando a navegação de navios e aviões e facilitando a fuga de refugiados.  A zona junto ao farol foi a que menos sofreu ataques. Após a captura da cidade pelas tropas de Franco, Anselmo Vilar foi baleado perto do cemitério de Vélez-Málaga na noite entre 9 e 10 de fevereiro.